# لشکر ۲۹ نبی اکرم

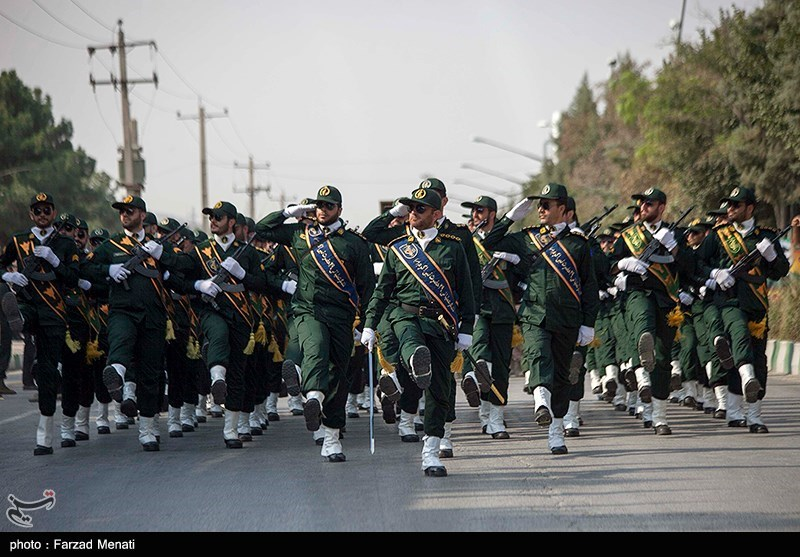
رژه نیروهای لشکر ۲۹ نبی‌اکرم به‌مناسبت سالگرد جنگ ایران و عراق در سال ۱۴۰۱، کرمانشاه

لشکر ۲۹ نبی اکرم از لشکرهای پیاده نیروی زمینی سپاه پاسداران انقلاب اسلامی است، که ستاد فرماندهی و پادگان آن در شهر کرمانشاه مستقر می‌باشد. پیشینه شکل‌گیری این یگان به سال ۱۳۶۲ و تشکیل تیپ ۲۹ نبی‌اکرم در خلال جنگ ایران و عراق، بازمی‌گردد. سازمان این یگان در سال ۱۳۸۹ از تیپ به لشکر ارتقا یافت. هم‌اکنون سرتیپ‌دوم پاسدار فرامرز صفری فرماندهی لشکر ۲۹ نبی‌اکرم کرمانشاه را برعهده دارد.

## حمله اسرائیل
در خلال جنگ ایران و اسرائیل در روز ۲۳ خرداد ۱۴۰۴ نیروی هوایی اسرائیل اقدام به حمله هوایی به پادگان و ستاد فرماندهی لشکر ۲۹ نبی اکرم در کرمانشاه نمود که در پی این بمباران هوایی ۷ نفر از اعضای این لشکر کشته شدند. در میان کشته‌شدگان ۲ سرهنگ، یک سرهنگ‌دوم، ۳ سرگرد و یک بسیجی حضور داشتند.